# Björnlunda distrikt
Björnlunda distrikt är ett distrikt i Gnesta kommun och Södermanlands län. 
Distriktet ligger väster om Gnesta.

## Tidigare administrativ tillhörighet
Distriktet inrättades 2016 och utgörs av socknen Björnlunda i Gnesta kommun.
Området motsvarar den omfattning Björnlunda församling hade vid årsskiftet 1999/2000.